# Hans Ryde
Hans Ryde, född 17 januari 1931, är en svensk fysiker.

## Biografi
Ryde disputerade 1962 vid Stockholms universitet. Hans Ryde var under 60- och 70-talet verksam vid Forskningsinstitutet för Atomfysik i Frescati i Stockholm, där han forskade inom området kärnstrukturfysik i allmänhet och deformerade atomkärnor i synnerhet. Undersökningarna gjordes med hjälp av reaktioner genererade av externa jonstrålar från institutets 225-cm cyklotron och moderna högupplösande Ge-detektorer. Bland upptäckterna fanns en backbending-effekt hos snabbt roterande kärnor. Han var verksam i Danmark innan han efterträdde Sten von Friesen som professor i Lunds Universitet 1975, och professuren hade han tills 1996 då han efterträddes av Claes Fahlander.
Ryde är sedan 1978 ledamot av Kungliga Fysiografiska Sällskapet i Lund, och var under 20 år (1988 – 2008) Sällskapets skattmästare och erhöll 2004 Sällskapets minnesmedalj för sitt omfattande arbete rörande Sällskapets ekonomihantering. Han valdes till Sällskapets Hedersledamot 2015.  
Ryde blev 1992 ledamot av Vetenskapsakademien och 1988 utländsk ledamot av Finska Vetenskaps-Societeten.

### Familj
Hans Ryde är son till Folke Ryde och far till astrofysikern Felix Ryde och astronomen Nils Ryde. Han är brorson till fysikern Nils Ryde (1906–1996).

## Utmärkelser
- 1971 - Edlundska priset, Kungl. Vetenskapsakademien.
- 1972 - Manne Siegbahn-medaljen.
- 2004 - Minnesmedalj i silver, Kungliga Fysiografiska Sällskapet i Lund.